# Mohammadia
Mohammadia (em árabe: المحمدية) é uma cidade e comuna localizada na província de Mascara, Argélia. De acordo com o censo de 2008, a população total da cidade era de 84 700 habitantes.